# Vilthägn

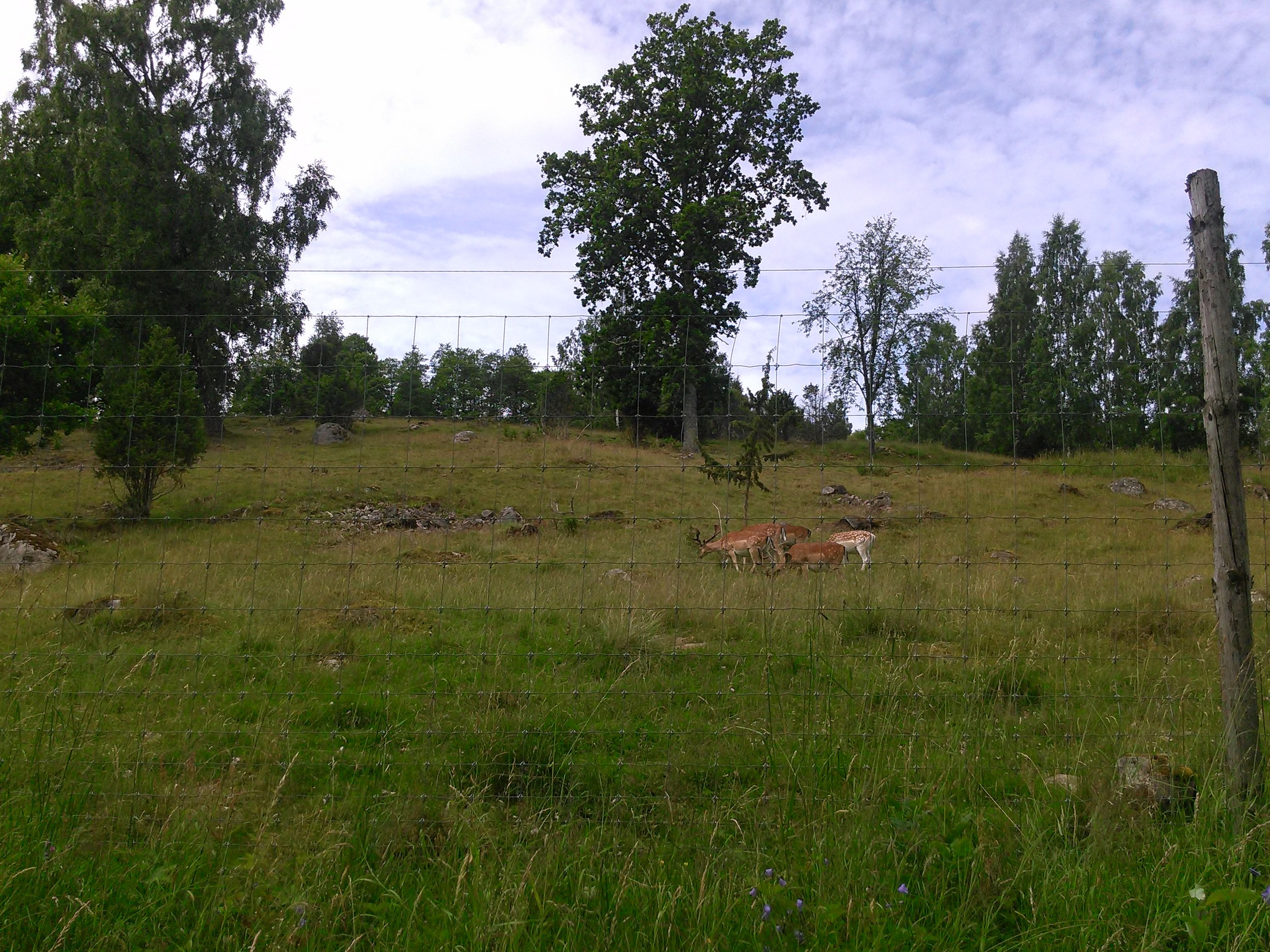
Vilthägn vid Margreteholm utanför Mullsjö. På bilden syns dovhjort.

Ett vilthägn är ett stycke inhägnad natur där markägaren håller vilda djur dels i syfte att ha bättre kontroll på stammen och dels i syfte att det ska vara mindre tidskrävande att skjuta av djuren. Vanliga viltarter i vilthägn är kronhjort, dovhjort och mufflonfår.
Jämför med viltstängsel som håller fritt strövande djur borta från ett slutet område.